# كهوف غراند كانيون
كهوف غراند كانيون (بالإنجليزية: Grand Canyon Caverns)؛ هي مجموعة من الكهوف التي تقع في مقاطعة كوكونينو في الولايات المتحدة. اكتشفت في عام 1927.

## السياحة
تعد «كهوف غراند كانيون» إحدى مواقع الجذب السياحي في مقاطعة كوكونينو في ولاية أريزونا الأمريكية.